# Старицкая улица
Старицкая улица — улица в Торжке. Проходит на юг от пересечения Кузнечной и Ржевской улиц до границы города. Примыкают Республиканская, Грузинская улицы, Зелёный и 1-й и 2-й Старицкий переулки, 2-й Зелёный проезд. На начальном участке сохраняет историческую застройку XVIII—XIX веков.

## История
Улица носила название Старицкая в начале XIX века, так как переходила в дорогу в направлении города Старица. Позднее её начальный участок стал называться Монастырской улицей или улицей Монастырская Гора по расположению у Борисоглебского монастыря, это была часть от начала подъёма до южной стены монастыря. Более южный участок назывался Вознесенской улицей по новой Вознесенской церкви, построенной в 1852—1854 гг. В начале XX века название Вознесенская распространилось на всю улицу. В марте 1919 года возвращено название Старицкая улица.

## Примечательные здания и сооружения
По нечётной стороне
- № 1-3 — городская усадьба (главный дом, два флигеля, двое ворот, хозяйственная постройка), 1-я пoл. XIX в., объект культурного наследия регионального значения.
- № 7 — Борисоглебский монастырь, объект культурного наследия федерального значения.
- № 9 — жилой дом, 1-я пол. XIX в., объект культурного наследия регионального значения.
- № 9а — торговая лавка, 2-я пол. XIX в., объект культурного наследия регионального значения.
- № 15-17 — жилой дом, 1-я пол. XIX в., выявленный объект культурного наследия.
- № 53 — Вознесенская (каменная) церковь с часовней, 1854 г., объект культурного наследия регионального значения.

По чётной стороне